# Friedrich Mieth
Friedrich Mieth, nemški general, * 4. junij 1888, † 2. september 1944.